# Маркизов, Ардан Ангадыкович
Ардан Ангадыкович Маркизов (1899 или 1898, территория Куйтинского булсовета Аларского аймака БМАССР — расстрелян в 1938 году) — советский бурят-монгольский государственный и партийный деятель, народный комиссар земледелия Бурят-Монгольской АССР (1936), 2-й секретарь Бурят-Монгольского областного комитета ВКП(б). С 1919 член РКП(б), исключён из ВКП(б) в 1937 году. Служил в РККА. Председатель Бурят-Монгольской областной контрольной комиссии ВКП(б).

## Биография
Родился в 1899 (или 1898) году в семье бурятских крестьян. Был женат. Проживал в городе Улан-Удэ в доме на улице Сталина. В Гражданскую войну (1919 год) был партизаном.
Ардан Маркизов — член РКП(б) с 1919 года. После окончания сибирских шестимесячных курсов командно-политического состава работал сотрудником организационно-инструкторского отдела Иркутского губкома РКП(б) и затем по приглашению Ярослава Гашека в августе 1920 г. был также откомандирован в распоряжение Интернационального отделения Политотдела 5-й армии в Иркутске.
Статья секретаря ОК ВКП(б) А. А. Маркизова во многом перекликается со статьёй М. Н. Ербанова, где он также представляет национальную интеллигенцию как носителя «идеологии национализма и панмонголизма». По его мнению, «нужно твёрдо усвоить, что бурятские национал-демократы, выражая интересы бурятского кулачества, ноенатства и ламства в первый период Советской власти в 1917—1918 г.г., в период семёновской и колчаковской реакции играли контрреволюционную роль и активно боролись совместно с реакцией против Советской власти».
Участник приема Официальной делегации Бурят-Монгольской АССР в Кремль в феврале 1936 года. С дочерью — Энгельсина Ардановна Маркизова и женой, бывшей в то время студенткой Московского медицинского института, 27 января 1936 году был в составе официальной бурят-монгольской делегации, возглавлявшейся Михеем Ербановым, первым секретарём обкома партии, Маркизов был на приёме в Кремле с женой и дочерью Гелей. На приёме Геля оказалась в центре внимания. Она преподнесла букет Сталину, громко провозгласив: «Это дарят вам дети Бурят-Монголии!». Сталин поднял её на руки и поцеловал. Эту сцену и запечатлели фотографы и кинохроникёры. Фотография Иосифа Сталина с маленькой Гелей на руках в СССР стала легендарной и была растиражирована миллионами экземпляров.
В 1937 году арестован. По одной версии — по обвинению в шпионаже и покушении на Сталина. По другой — А. Маркизов был арестован в составе группы, в которую также входили директор Кутуликской МТС Павел Бурштейн, бурятский коммунист и государственный деятель Михей Ербанов. По протоколам дела, подготовленным органами НКВД СССР, значилось, что раскрыта антипартийная группа, которая обвинялась в создании «антисоветского, панмонгольского заговора, целью которого был срыв посевной и использование колхозных лошадей для организации сабельных рейдов в тылы Красной армии».
10 июня 1938 по сталинским спискам приговорён к высшей мере наказания, расстрелян. или, как тогда сообщали родственникам, был лишён свободы сроком на «десять лет без права переписки».
В 1937 году отец Гели Маркизовой — член ЦИК СССР, нарком земледелия Бурятской АССР, Второй секретарь Бурят-Монгольского обкома ВКП(б) — был арестован по обвинению в участии в контрреволюционной панмонгольской организации и проведении контрреволюционной шпионско-диверсионной работы.
В секретном Спецсообщении от 15 ноября 1937 года наркома внутренних дел СССР Н. И. Ежова Секретарю ЦК ВКП(б) И. В. Сталину с приложением копии телеграммы народного комиссара внутренних дел Бурято-Монгольской АССР В. А. Ткачёва (опубликовано на сайте «Фонда Александра Яковлева») Ежов просит дать санкцию на арест Доржиева, Дампилона и Маркизова. В телеграмме Ткачёва на имя Ежова, в частности, утверждалось:

«вскрывается контрреволюционная подпольная панмонгольская шпионско-повстанческая организация по Бурятии. 
 По показаниям арестованных участников организации центра, в панмонгольскую организацию входили: Ербанов — бывший секретарь обкома ВКП(б), Маркизов — бывший второй секретарь обкома ВКП(б), Доржиев — бывший председатель СНК, Дампилон — бывший председатель БурЦИКа, в Ленинграде профессора: Бородин, Жамсарано и Абту Анис Доржиев — неофициальные представители Тибета. Организация охватила все основные участки народного хозяйства Бурятии, создав в ряде районов повстанческо-диверсионные филиалы. Ряд участников организации были связаны с японской разведкой. Как установлено следствием, Ербанов установил связь с пантюркистским центром, возглавляемый Рыс-Куловым. По делу арестовано 142 человека, в том числе: наркомов — 5, секретарей райкома ВКП(б) — 7, председателей райисполкомов — 5, сотрудников НКВД — 3, работников республиканской организации — 54, кулаков и лам — 68.»

В телеграмме Ткачёв подчеркнул: «Аресты продолжаю. Проходящие по показаниям как активные участники центра и организации Доржиев — бывший председатель СНК, Дампилон — бывший Председатель БурЦИКа и Маркизов — бывший второй секретарь обкома ВКП(б) давно исключены из партии, сняты с работы, все они члены ЦИК СССР. Прошу в целях разворота следствия телеграфно санкционировать их арест. Протокол допроса высылаю.»

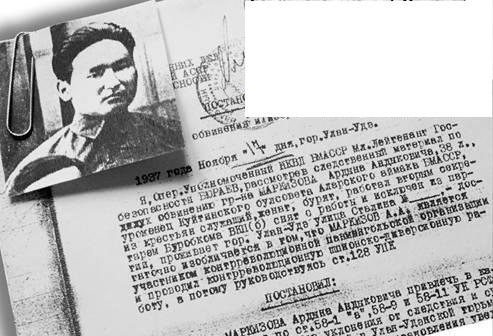
Фрагмент постановления о предъявлении обвинения и избрании меры пресечения в отношении Маркизова А. А. (из архива ФСБ)

В постановлении о предъявлении обвинения и избрании меры пресечения от 17 ноября 1937 года, подготовленном оперуполномоченным НКВД БМАССР младшим лейтенантом госбезопасности Бюраевым, в частности, значится, что Маркизов А. А. «достаточно изобличается» в том, что «является участником контрреволюционной панмонгольской организации и проводил контрреволюционную шпионско-диверсионную работу». Данным постановлением Маркизов был привечён в качестве обвиняемого по ст. 58-1 «а», 58-9, 58-11 УК РСФСР . «Мерой пресечения способов уклонения от следствия и суда» было избрано «содержание под стражей в Улан-Удэнской тюрьме».
С отцом Гели также был арестован ряд других руководителей Бурят-Монгольской АССР и предприятий республики. В их числе — М. Н. Ербанов, бывший спутником Гели на встрече со Сталиным.
В обвинительном заключении органов НКВД СССР, с которыми впоследствии познакомилась Энгельсина Сергеевна, значилось:

«В октябре—ноябре 1937 года на территории Бурято-Монгольской АССР ликвидирована буржуазно-националистическая, антисоветская, пан-монгольская организация, проводившая по заданию японской разведки повстанческую, диверсионную деятельность… Одним из руководителей данной организации являлся Маркизов… Под руководством Маркизова большое вредительство было проведёно в Зоотехническом строительстве, в результате которого скот подвергался простудным заболеваниям и падёжу. Отход молодняка составил 40 000 голов…».

Верившая в то, что её отец «никакой не японский шпион, не враг народа», Геля под диктовку матери написала письмо Сталину, ответа на который, однако, не последовало. Ардан Маркизов был признан виновным и приговорён к расстрелу. 2 июня 1938 года приговор был приведён в исполнение. По другой версии (распространённой информационным агентством РИА «Сибирь» (Улан-Удэ) со ссылкой на улан-удэнскую газету «Информ-Полис»), «в 1937 году папу увезли — на десять лет без права переписки».

## Награды
- 1 февраля 1936 года награждён орденом Трудового Красного Знамени — за перевыполнение государственного плана по животноводству и за успехи в области хозяйственного и культурного строительства.